# Bohumila Zelenková
Bohumila Zelenková, rodným jménem  Bohumila Fiedlerová (* 18. října 1937 Praha) je česká scenáristka a televizní dramaturgyně, manželka a blízká spolupracovnice scenáristy Otto Zelenky a matka režiséra Petra Zelenky.

## Scénáře
- 2002 Z rodinného alba (TV film)
- 1999 Nenávist (TV film)
- 1997 Bakaláři (TV seriál) ..... Cesta do Paříže (povídka na námět diváka)
- 1997 První a poslední (TV inscenace)
- 1995 Přijeď si pro mne, tady straší (TV hra)
- 1994 Případ kriminálního rady (TV film)
- 1992 Tvář za sklem (TV hra)
- 1989 Jmenuji se po tátovi (TV film)
- 1985 Jestli jednou odejdu (TV film)
- 1985 Případ Jaruška (TV film)
- 1982 Ale je ženatý (TV hra)
- 1981 Budu ti psát (TV hra)
- 1981 Černá kulička (TV hra)
- 1981 Začalo to karafiátem (TV hra)
- 1980 Oddělení zvláštní péče (TV inscenace)
- 1978 Podej mi ruku a přestaň se bát (TV hra)
- 1977 Jak se budí princezny
- 1977 Tetinka (TV inscenace)
- 1976 Až bude padat hvězda (TV inscenace)
- 1974 Velké trápení
- 1973 Ministerstvo strachu
  - 1973 Tři oříšky pro Popelku (svým podpisem přikryla autorství zakázaného Františka Pavlíčka)[1]
- 1972 V těžkých dnech
- 1971 Hostinec U létavého draka (TV inscenace)
- 1969 Kaviár jen pro přátele (TV film)
- 1966 Dvě z Říma (TV adaptace)
- Ministerstvo strachu (TV film)

## Dramaturgie
- 1995 Generál Eliáš (TV inscenace)
- 1993 Noc rozhodnutí
- 1992 Život a dílo skladatele Foltýna (TV hra)
- 1991 Ukradený kaktus (TV inscenace)
- 1988 Cirkus Humberto (TV seriál)
- 1988 Dvě z Paříže (TV inscenace)
- 1987 Muž v pozadí
- 1987 Panoptikum Města pražského (TV seriál)
- 1986 Případ Kolman (TV film)
- 1986 Zlá krev (TV seriál)
- 1985 Gobseck (TV inscenace)
- 1983 Jako kníže Rohan (TV inscenace)
- 1979 Inženýrská odyssea (TV seriál)
- 1977 Podivné přátelství herce Jesenia (TV inscenace)
- 1973 Poslední dopis (TV inscenace)
- 1971 F.L. Věk (TV seriál)
- 1971 Lidé na křižovatce (TV film)
- 1970 Julián Odpadlík (TV film)
- 1969 Bellevue (TV film)
- 1969 Obžalovaná (TV film)
- 1969 Vyloženě rodinná historie (TV inscenace)
- 1968 Sňatky z rozumu (TV seriál)
- 1967 Waterloo (TV film)
- Manželská tonutí (TV seriál)